# 34-es főút (Magyarország)
A 34-es főút a 33-as főutat köti össze a 4-es főúttal Tiszafüredtől kiindulva Fegyvernekig. Hossza kb. 55 km.

## Fekvése
A főút teljes egészében Jász-Nagykun-Szolnok vármegye tiszántúli területén halad.  A Tisza-tó mellett fekvő Tiszafüredtől kiindulva, déli irányban haladva szeli át a Nagykunságot.  Kunmadaras után keresztezi a Karcag–Tiszafüred közötti vasútvonalat, majd nem sokkal később a Kál-Kápolna–Kisújszállás-vasútvonalat is, mindkettőnél automata fénysorompó van.  Fegyvernek határában éri el a 4-es főutat.

## Nyomvonala
Tiszafüred–Tiszaigar–Tiszaörs–Kunmadaras–Kunhegyes–Fegyvernek

## Története
1934-ben a kereskedelem- és közlekedésügyi miniszter 70 846/1934. számú rendelete a mai hosszának nagy részében harmadrendű főúttá nyilvánította, a Tiszafüred és Kunmadaras közti szakaszát 325-ös útszámozással, a Kunmadaras-Bánhalma közti szakaszt pedig az onnan még Kenderesig továbbvezető 324-es főút részeként. A döntés annak ellenére született meg, hogy – a rendelet alapján 1937-ben kiadott közlekedési térkép tanúsága szerint – a Kunmadaras-Tiszaörs közti szakasz akkor még nem épült ki. (Az említett térkép a Bánhalma-Fegyvernek szakaszt még mellékútként sem tüntette fel.) A 34-es útszámot ugyanakkor a Felsőzsolca-Sátoraljaújhely útvonal kapta meg; ezt a második világháború idején, az első és második bécsi döntések utáni időszakban Alsómihályiig hosszabbították meg.
Egy dátum nélküli, feltehetőleg 1950 körül készült közúthálózati térkép változatlanul harmadrendű főútként és kenderesi végponttal tüntette fel, de akkor már a teljes szakasz számozása 322-es volt; a kimaradó Bánhalma-Fegyvernek szakaszt a térkép még mellékútként sem jelölte. (A 34-es útszámot még ebben az időben is a Felsőzsolca-Sátoraljaújhely útvonal, a mai 37-es főút viselte.)